# Manuel Maria da Costa Alpoim
Manuel Maria da Costa Alpoim, primeiro e único visconde de Negrelos (Braga, 29 de julho de 1844 – ?).
Filho de Francisco Manuel da Costa, visconde de Montariol, e de Maria do Carmo de Abreu e Lima de Noronha Teixeira de Alpoim. Casou-se em 1880 com Maria Teresa de Lancastre Vasconcelos de Sousa Leme, 11.ª senhora da Casa do Val de Couto, com quem teve dois filhos: Américo e Mariana da Paz.
O título foi atribuído pelo decreto de 25 de Junho de 1878, por D. Luís I de Portugal. Atualmente, é pretendente ao título Francisco Manuel Teixeira da Mota da Costa Leme.